# Zhuzhou
Zhuzhou (chiń. 株洲; pinyin Zhūzhōu) – miasto o statusie prefektury miejskiej w południowych Chinach, w prowincji Hunan, na północny wschód od Changsha, port nad rzeką Xiang Jiang. W 2010 roku liczba mieszkańców miasta wynosiła 703 888. Prefektura miejska w 1999 roku liczyła 3 771 410 mieszkańców. Ośrodek przemysłu maszynowego, włókienniczego, nawozów sztucznych, spożywczego, szklarskiego, fabryka lokomotyw elektrycznych.

## Miasta partnerskie
- Fredrikstad, Norwegia